# Lobelia borneensis
Lobelia borneensis är en klockväxtart som först beskrevs av William Botting Hemsley, och fick sitt nu gällande namn av Moeliono. Lobelia borneensis ingår i släktet lobelior, och familjen klockväxter. Inga underarter finns listade i Catalogue of Life.